# Дионисий Парижский
Диони́сий Пари́жский (фр. Saint Denis, Сен-Дени, лат. Dionysius, Дионисиус) — христианский святой III века, первый епископ Парижа, священномученик. Один из наиболее почитаемых святых во Франции, которому посвящено много церквей, и чье имя носит ряд населённых пунктов (см. Сен-Дени).

## Житие
Старейшим из сохранившихся жизнеописаний святого являются «Страсти святых Дионисия, Рустика и Елевферия» (лат. Passio SS. Dionysii Rustici et Eleutherii), датируемые 600 годом. О святом Дионисии упоминает также Григорий Турский, историк и святой VI века.
По преданию, Дионисий проповедовал христианство в Риме, а затем в германских землях и в Испании. Его сопровождали пресвитер Рустик, святой Регул и диакон Елевферий. Затем Дионисий и его сподвижники начали проповедовать в Галлии. Дионисий, согласно преданию, стал первым епископом Лютеции (Парижа). Во время преследования христиан языческими властями все три проповедника были схвачены и брошены в темницу. Наутро мученики были обезглавлены на вершине Монмартра (ныне в черте Парижа). Именно в связи с казнью трёх святых эта гора и получила своё современное имя (фр. Montmartre — гора мучеников). Святой Дионисий взял свою голову, прошествовал с ней до храма и только там пал мёртвый. Благочестивая женщина Катулла погребла останки мученика.

### Отождествление с Дионисием Ареопагитом
Согласно древнему западному преданию, восходящему к мнению Гилдуина, аббата монастыря Сен-Дени в IX веке, Дионисий Парижский является не кем иным, как Дионисием Ареопагитом, о котором говорится в книге Деяний апостолов. По этому преданию, повинуясь откровению, он оставил на афинской кафедре своего преемника Публия и пришёл в Рим. И уже из Рима, по поручению римского епископа Климента, отправился с Рустиком и Елевферием в Галлию.
Вопрос об отождествлении двух Дионисиев — Парижского и Афинского — был предметом дискуссии церквей об апостольском происхождении.

### Разногласия по дате смерти
Энциклопедический словарь Брокгауза и Ефрона указывает, что это произошло по приказу правителя Галлии, Сисиния «по одним известиям, при Валериане, в 253—260 годах, а по другим — при Максимиане Геркулии, в 286—292 годах». Русская православная церковь принимает датировку второй половиной III века.
Некоторые источники утверждают, что Елевферий Парижский «Пострадал за Христа … во время гонения на христиан нечестивого императора Домициана».
Некоторые источники называют датой смерти Дионисия Ареопагита и Елевферия Парижского 96 год.

## Почитание

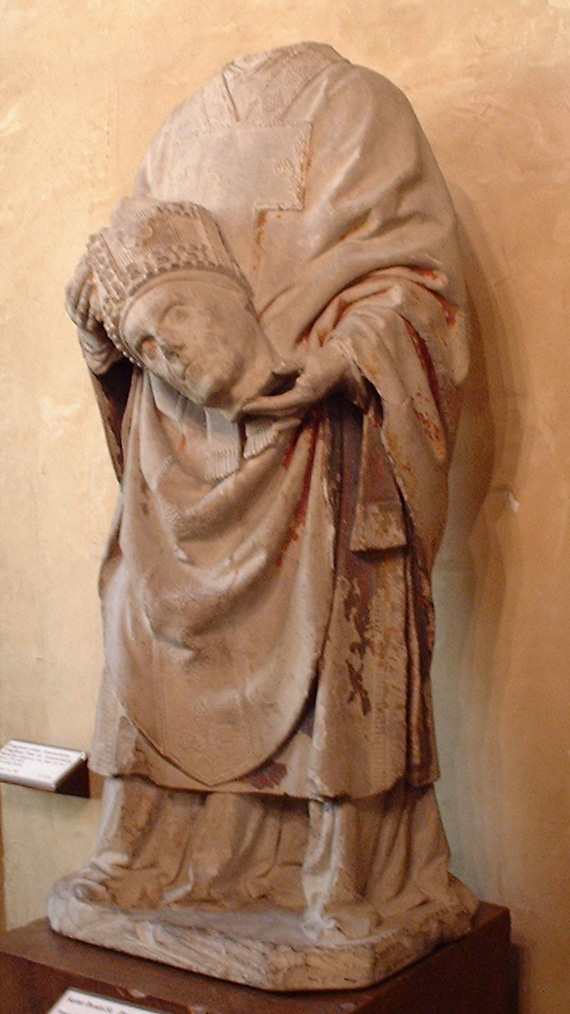
Святой Дионисий с головой в руках. Позднеготическая скульптура

Почитание святого началось в Галлии практически сразу же после его смерти. Житие святой Женевьевы сообщает, что над могилой святого Дионисия церковь была построена уже в V веке. Позднее на этом месте выросло Аббатство Сен-Дени.
Святой Дионисий считается одним из покровителей Парижа, в католицизме входит в число Четырнадцати святых помощников.
Официально он включён в Общий римский календарь в 1568 году папой Пием V.
День 9 октября, как праздник памяти святого Дионисия, почитается в Западной церкви с конца VIII века.
До VIII века святой Дионисий не почитался на Востоке.
В IX веке будущий константинопольский патриарх Мефодий составил житие святого Дионисия на греческом языке, дополнив его преданием о мученической кончине святого Дионисия в Париже. Святитель Димитрий Ростовский составил жития святых на русском языке и использовал как греческие, так и латинские источники. В его «Житиях» на день 3 октября содержится описание деятельности святого Дионисия в Афинах и его подвигов на Западе.
Память святого в православии — 3 октября (или, в иных Церквах, 3 октября по новому стилю).

### Православное почитание Дионисия в Париже
19 октября 1997 года впервые за много лет в часовне базилики Сен-Дени, в которой покоятся мощи трёх святых мучеников, был совершён православный молебен. В нём участвовали представители двух православных юрисдикций. Румынский Патриархат представляли протоиерей Марк-Антоний Коста-дё-Борегар, настоятель храма святого Германа Парижского и преподобного Клодоальда в Лувсьене, и иерей Франсуа Фор, настоятель храма преподобного Кассиана Римлянина в Экс-ан-Провансе. Московский Патриархат представляли протоиерей Жерар дё Лагард, настоятель храма иконы Пресвятой Богородицы «Всех скорбящих радость» и преподобной Женевьевы Парижской в Париже, диакон Иосиф Фуйёль, клирик того же храма, диакон Николай Никишин, клирик Трёхсвятительского Подворья Московского Патриархата в Париже. С тех пор православные молебны перед мощами святого Дионисия и его сподвижников проводятся регулярно.